# 吉川研一
吉川 研一（よしかわ けんいち、1948年7月25日 - ）は、日本の工学者。日本の非線形物理学の実験的研究の第一人者の一人。近年はソフトマター物理学の実験的研究を行っている。同世代の研究者として太田隆夫、小貫明などがいる。京都大学大学院理学研究科教授を経て、2012年4月より、同志社大学生命医科学部教授。甲陽学院高等学校卒業。

## 略歴
- 1971年 - 京都大学工学部石油化学科卒業
- 1976年
  - 京都大学大学院工学研究科 博士課程修了（「電子状態の立体構造依存性ならびにN-ヘテロ環状化合物における分子内相互作用に関する研究」）
  - 徳島大学教養部・講師
- 1979年 - 徳島大学教養部 助教授
- 1988年 - 名古屋大学教養部 助教授
- 1991年 - 名古屋大学教養部 教授
- 1998年 - 京都大学大学院理学研究科 教授（物理学宇宙物理学専攻）
- 1998～1999年 - ルイ・パスツール大学・客員教授
- 2002年 - 京都大学福井謙一記念研究センター・兼任教授
- 2012年 - 同志社大学生命医科学部教授

## 受賞歴
- 日本IBM科学賞 第5回受賞 1991年（授賞理由：化学領域における非線形発振現象の研究）

## 主な著作
- 『味覚センサー』（冬樹社）
- 『リズムと形を作り出す化学-一自己組織化のダイナミックス』（学会出版センター）